# Veleligenj
Veleligenj (znanstveno ime Architeuthis) je rod orjaških lignjev, ki prebivajo v oceanskih globinah. O teh nenavadnih bitjih je znano zelo malo, podatki so omejeni večinoma na trupla, naplavljena na obalo ali zajeta v ribiške mreže. V dolžino merijo do 13 m, od tega velika večina odpade na lovke. S tem so med največjimi nevretenčarji sploh. Obstajajo tudi poročila o dvajsetmetrskih orjaških lignjih, vendar te trditve niso zanesljivo potrjene.
Zgodbe o orjaških lignjih so bile med pomorščaki razširjene že od davnine in so mogoče botrovale nordijski legendi o krakenu, lovkasti pošasti veliki kot otok, ki je lahko z enim napadom potopila ladjo. Govorice so podžgale tudi najdbe poškodb od lignjevih priseskov na ujetih kitih glavačih, ki so njihovi glavni plenilci. Opažanja živih osebkov so bila omejena na anekdote in do pred leti je bil veleligenj eden zadnjih predstavnikov megafavne, ki še niso bili fotografsko dokumentirani v divjini.
Leta 2004 je skupina raziskovalcev japonskega prirodoslovnega muzeja in lokalne organizacije za opazovanje kitov posnela fotografije lignja, slikanega pri napadu na nastavljeno vabo. Pri tem si je odtrgal 6 metrov dolg kos lovke. Isti skupini je dve leti kasneje uspelo posneti tudi video orjaškega lignja, ki se je ujel na vabo.